# 야요이 시대
야요이 시대(일본어: 弥生時代)는 홋카이도, 오키나와를 제외한 일본열도의 시대구분 중 하나이며, 조몬인들의 조몬시대 후에 이어지며, 고훈시대로 이어지는 기원후 3세기 중반까지에 해당하는 시대의 명칭이다. 그 시작에 대해서는 관점에 따라 여러 이론이 있어 기원전 22세기 설, 기원전 10세기 설부터 기원전 3세기 설까지 다양하다.
조몬 시대에 한반도를 포함한 여러 지역에서 일본으로 도래한 야요이인들은 기원전 22세기, 혹은 기원전 10세기부터 일본 열도 각지, 특히 유래지에서 가까운 규슈 등 서일본 지역을 중심으로 씨족 단위의 촌락을 형성하고 대륙 지역의 문화를 일본으로 전래시켰다.:18 그리하여 발생한 야요이 문화는 금속기의 병용(倂用)과 수도경작(水稻耕作)을 특징으로 하며, 곡물 축적과 관개용수 통제 등이 원인이 되어 계급이 분화하고, 각지에 사제자(司祭者)를 오오키미(왕)으로 한 소국가들이 성립되었다. 일본 쌀 품종 중 극히 일부가 중국 남방의 장강지역 품종이 나타난 것을 근거로 사키타니 미츠루는 지금까지의 연구결과와는 정반대로 야요이인들이 중국 장강지역에서 기원했다는 일설을 최초로 주장한 적이 있으나 해당 쌀 품종이 극히 일부이며 시기가 불분명하다는 점, 야요이 묘제들이 중국에서는 보이지 않고 한반도에서만 보인다는 점, 고고학적 유물이 한반도식 간돌도끼(磨製石斧)라는 점, 일본에서 하플로 O1b2가 중국 장강지역에서는 거의 존재하지 않는 점으로 일부 친타이완 학자들 이외에 야요이인 장강기원설은 지지받지 않는다.
기원전 5세기 중반에 한반도에서 규슈 북부로 수전경작 기술을 중심으로 한 생활 체계가 전해지고, 차례로 규슈, 시코쿠, 혼슈까지 전파되었다. 초기의 논은 후쿠오카시 하카타구에 있는 이타즈케 유적과 사가현 가라쓰시의 나바타케 유적과 같이 규슈 북부지역에 집중적으로 발견되고 있으며, 이는 야요이 시대의 시작을 보여준다. 조몬 시대 후기부터 대규모 관수를 필요로 하지 않는 밭에 심는 벼의 재배, 이른바 육도경작(陸稻耕作)은 소규모로 있었지만, 야요이 시대에서는 처음으로 대규모 관개시설을 사용하는 경작이 도입되었다. 이러한 촌락들은 야요이 시대가 끝날 때에는 일본 혼슈의 북부까지 퍼져 있었다.

## 명칭
야요이(弥生)라는 명칭은 1884년 발견지인 도쿄시 분쿄 구 야요이 쵸(弥生町)의 패총에서 발견된 토기를 야요이식 토기로 부른 것에서 유래한다. (그 후 도시화의 진행으로 정확한 발견지를 확인할 수 없게 되었다.) 처음엔 야요이식 토기를 사용한 시대라는 의미에서 "야요이식 시대"라고 부르다가 이후 '식'을 생략한 호칭이 일반화되었다. 한편 야요이 시대라는 명칭의 기원이 된 야요이에서 출토된 토기들은 현재의 토기편년 상에서 고훈시대 전기에 해당한다는 설이 유력시되고 있다.

## 농경

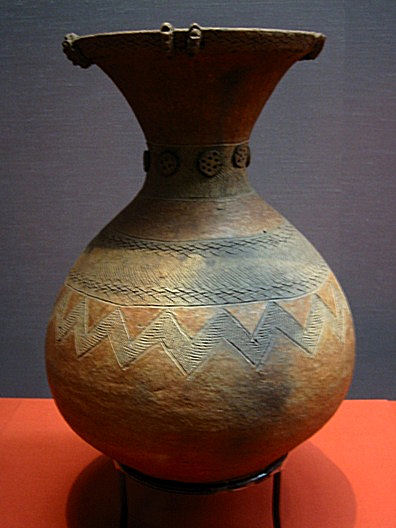
야요이 시대의 토기

야요이 시대에는 농업, 특히 수도경작을 이용한 벼농사가 도입되어 곡물의 비축이 가능해지면서 잉여작물의 생산과 축적이 발달하였고, 이는 빈부격차와 계급의 발달로 이어졌다. 농업 기술의 도입에 의해 개간과 농업용수의 대규모의 노동력이 필요하게 되어 집단의 대형화가 진행되었다. 대형화된 집단 사이에서는 부와 경작지, 수리권(水利権) 등을 둘러싸고 여러 싸움이 발생한 것으로 여겨지며, 이를 통해 집단의 통합이 진전된 결과 각지의 조그만 나라가 생기고, 1세기 중반에 한왜노국왕의 금인(漢委奴國王印)을 후한으로부터 하사받고, 3세기 중엽에 야마타이코쿠의 여왕 히미코가 위에 조공을 바치고 야마토의 왕이라는 것을 의미하는 금인을 받게 되었다는 중국사서의 기록이 있다. 하지만 일본학자들은 일본서기, 고사기나 다른 외국 사서에서는 히미코를 찾아볼 수 없고 중국의 무분별한 외국 조공 기록들에 의심을 가지고 있어서 히미코가 실존인물인지에 대해서는 부정적이다.
수도경작(水稻耕作)은 늦어도 기원전 5세기경 한반도에 전해져 독자적인 형태를 갖추기 시작한 농경 기술이다. 기존에는 무거동과 마전리 유적을 통해 기원전 7~5세기를 최상한 연대로 보았으나, 2015년 5월 세종시에서 발견된 약 4000평 가량의 논농사 유적에 대해 기원전 12~13세기에 조성되었다는 주장도 있다. 기원전 3세기 한반도로부터 일본 열도(특히 규슈)로 사람들이 대규모로 이주하기 시작하였는데, 이들이 한반도 특유의 수도경작을 일본에 전달한 것으로 여겨진다. 또한, 일본인 학자에 의해 일본 각지의 초기 논의 구조 형태와 농기구들, 토기, 주거 형태와 부락 등을 통해 그러한 주장이 고고학적으로도 규명되고 있다. 한반도 벼농사의 도래에 관해 교토대학 사학과의 가도와키 데이지(門脇禎二) 교수는 토기의 고고학 측면에서 다루고 있다.
이타즈케에서 시작한 수도경작 벼농사와 한민족으로부터 전수받은 청동기를 특징으로 한 야요이 문화는 세토 내해를 통해 동쪽으로 퍼졌는데, 현재 후쿠오카와 가라쓰, 요시노가리, 그리고 세토 내해의 오카야마, 킨기 지방의 나라 분지에 퍼졌으며 이를 바탕으로 야요이인들의 국가(쿠니)들이 세워졌다. 수도경작은 기원전 2세기 이후에는 주부 지방에 보급되었고, 1세기 전까지 간토와 도호쿠 남부까지 전파되었다. 최종적으로 3세기에는 도호쿠 북부까지 야요이인들이 진출하여 수도경작의 벼농사가 전파됨으로써 홋카이도를 제외한 고대 일본은 3세기에 이르러 본격적으로 수도경작 생활이 행해지기 시작한다. :18~19
수도경작과 더불어 직물의 기술도 전파됐다. 이것이 일본열도에 전해진 것은 주로 한반도 남부로부터 집단적으로 일본으로 진출한 야요이인에 의해서였다고 생각된다. 이것에 대해선 당시 문자가 존재하지 않아 기록에선 찾아볼 수 없으나 유물들로 확인할 수 있다. 또한 한반도 남부와 똑같은 고인돌이 북규슈에서 자주 발견되고, 서일본에 있는 야요이시대 전기의 고인돌에서 발견되는 야요이 인골의 평균신장이 죠몬시대의 일본인 인골과 비교해 볼 때 남부 한반도인의 신장에 가깝다는 것으로도 알 수 있다.

## 석기
야요이 시대의 석기는 크게 조몬 시대에서 내려온 타제석기와 당시 한반도의 민무늬토기 시대로부터 전해진 마제석기 등으로 구분된다.

## 묘제
야요이 시대를 나타내는 묘제(墓制)의 용어에는 지석묘(支石墓), 방형주구묘(方形周溝墓)라고 하는 이장시설의 외부구조로 구분하는 것이 있고 목관묘(木棺墓), 토광묘(土壙墓)같이 이장시설 내부에 있는 형태로 구분하는 것이 있다.
야요이인의 묘제로서 목관묘는 한반도에서 도래한 것으로서 야요이 시대 전기말(前期末)까지 서일본에 널리 퍼져 특히 기나이(畿内) 지방에 주로 방형주구묘 내부의 주체부로서 목관묘가 쓰여졌다. 일본에서 카메칸보(甕棺墓)라고 불리는 옹관묘는 한반도 남부에서 전해져서 이토시마반도(糸島半島), 시마바라반도(島原半島)의 후쿠오카시, 사가현 칸자키군에 많이 분포되어 있으며 특히 한국에서만 발견되는 지석묘의 경우에는 규슈의 이토시마반도, 시마바라반도에 퍼져갔다.
또한 한반도 남부에서만 대량으로 발견되는 방형주구묘(方形周溝墓)는 야요이인의 방형주구묘보다 훨씬 이른 시기에 만들어진 것으로 방형주구묘를 만들었던 한반도인이 일본으로 도래하여 일본에 방형주구묘(方形周溝墓)가 전파되었고 방형주구묘는 일본의 대표적 묘제인 전방후원분(前方後円墳)이 되었다는 것을 알 수 있다. 규슈 북부에서부터 방형주구묘가 발견되며 특히 일본 간사이 긴키 지방(近畿地方)까지 퍼져 긴키 지방에 방형주구묘(方形周溝墓)가 대량으로 발견되었다. 야요이 시대 중기에는 한반도의 방형주구묘가 일본열도의 주부지방(中部地方), 간토지방(関東地方)까지 도래한다.

## 같이 보기
- 아이누
- 야요이인
- 왜 (일본)
- 전방후원분